# Saint-Fargeau
Saint-Fargeau là một xã của Pháp,tọa lạc ở tỉnh Yonne trong vùng Bourgogne. Người dân ở đây trong tiếng Pháp gọi là Fargeaulais(e)s.

## Hành chính
| Danh sách các thị trưởng               |           |                |      |          |
| Giai đoạn                              | Giai đoạn | Tên            | Đảng | Tư cách  |
| tháng 3 năm 2001                       |           | Pierre Bordier | UMP  | sénateur |
| Tất cả các dữ liệu trước đây không rõ. |           |                |      |          |

## Thông tin nhân khẩu
| Năm | 1962  | 1968  | 1975  | 1982  | 1990  | 1999  |
| --- | ----- | ----- | ----- | ----- | ----- | ----- |
| Dân số | 1 619 | 1 681 | 3 293 | 1 912 | 1 884 | 1 814 |
| From the year 1962 on: No double counting—residents of multiple communes (e.g. students and military personnel) are counted only once. |       |       |       |       |       |       |